# Bugetta
Die Bugetta Inc. war ein US-amerikanischer Automobilhersteller.

## Beschreibung
Das Unternehmen hatte seinen Sitz in Costa Mesa in Kalifornien. Es stellte im Zeitraum um 1968/69 einige Automobile her. Der Markenname lautete Bugatta. Eine Quelle nennt rund 50 Fahrzeuge.

## Fahrzeuge
Gebaut wurden ein offener Zweisitzer und ein offener Viersitzer mit einteiliger Karosserie aus GFK. Beide Wagen hatten einen Ford-V8-Mittelmotoren. Der Hubraum betrug 4949 cm³ und die Leistung lag bei 210 bhp (154 kW) bei 4600 min−1.